# TEAM-0
TEAM-0（チームゼロ）は、かつて吉本興業に所属していたお笑いコンビ。

## メンバー
山崎 邦正（やまさき ほうせい、 1968年（昭和43年）2月15日 -（57歳））
- ボケ担当
- 兵庫県西宮市出身。

軌保 博光（のりやす ひろみつ、1968年（昭和43年）2月2日 -（57歳））
- ツッコミ担当
- 兵庫県姫路市出身[1]。

## 来歴
1987年4月、共にNSC大阪校6期生として入学。翌年の1988年2月19日に｢GSX（ガスペケ）｣を結成し、心斎橋筋2丁目劇場を中心に活躍していた頃の1989年に、先輩のダウンタウンよりも3ヶ月前に東京進出し「TEAM-0」に改名する。（その以前に東京進出した吉本芸人は清水圭・和泉修である）同年10月には、ダウンタウンも東京進出を果たし日本テレビの深夜番組「ダウンタウンのガキの使いやあらへんで!!」がスタートし、番組の前説や企画にもコンビで出演していた。1991年9月には「吉本印天然素材」の初期メンバーとして加入し、11月28日から12月1日まで東京・シアタートップスで行われた旗揚げ公演には参加していたが、12月頃にメンバーだったぜんじろうと共に脱退した。その後グループは大人気となりブームを呼ぶ現象が起きた。
コンビとして東京で活躍していたが、軌保が映画製作への道に興味を持ち始めたことで1993年9月末でコンビ解散となった。解散後は山崎はピン芸人として活動し、軌保は吉本を辞め映画監督や路上詩人として活動しており、2002年には芸名を「てんつくマン」に変更。2013年に山崎が落語家に転身して芸名を月亭方正に変更。

## エピソード
- 旧コンビ名のGSX（ガスペケ）は、コンビ結成当時に販売されていたスポーツタイプのオートバイ「スズキ・GSX」に由来する。知名度が上がるに連れて、スズキの商品名称そのままであり、商標に関する法規に抵触する関係から、コンビ名をTEAM-0に変更した。
- 「ダウンタウンのイタい奴っちゃなァー 芸能界まるごとウタわしたろかァ!?」というスペシャル番組内の「ダウンタウンが吉本を辞めて独立する」というドッキリ企画があり今田耕司・東野幸治・木村祐一・130RとTEAM-0がホテルに呼び出され、松本から吉本を辞めて自分たちに付いてくるかと聞かれた際に山崎が「軌保がネタに関してもうしたくないと言っている･･･」と真面目にコンビを解散する発言をし周囲から「誰もそんな話言うてないねん!!」とツッコミを入れられた。そのドッキリ企画の裏話で、軌保は集合場所の部屋に入った途端に隠しカメラがあるのに気付き、2人で部屋の隅で今後について話している際に山崎に「カメラがあるからいらん事言うな!」と言ったがドッキリを信じ込んでいた山崎は「訳の分らん事言うな!」と怒鳴り、松本に聞かれた時に「TEAM-0解散します!」と言い、その後本当に解散してしまった[2]。なお、このとき今田は、前置きしながらも吉本を辞めてダウンタウンに付いて行くことを述べており、一方で130Rの2名ははっきりと「吉本は辞めません」と答えていた。
- 吉本退社後の軌保については元相方の方正もほとんど触れることがないが、かつてのレギュラー番組であった「ダウンタウンのガキの使いやあらへんで!!」のみ稀に名前が出ることがあり、「絶対に笑ってはいけないトレジャーハンター24時!」にて細川ふみえが軌保に昔密かに想いを寄せていたとして言及している。

## 出演
テレビ
- ダウンタウンのガキの使いやあらへんで!!（日本テレビ） - 現在は方正のみレギュラー出演
- DAY BREAK（1989年、中部日本放送/中京ローカル）
- ABCお笑い新人グランプリ（1989年1月16日・1991年1月15日、朝日放送/関西ローカル「ABCホリデーワイド」枠）
- 輝け!'89新笑品発表会（1989年12月7日、関西テレビ/関西ローカル）
- 青春!島田学校（1990年、TBSテレビ）
- ビレッジ吉本（1990年、TBSテレビ）
- LIVE笑ME!!（1990年、日本テレビ）
- ダウンタウンのごっつええ感じ マジでマジであかんめっちゃ腹痛い（1991年1月1日、フジテレビ）
- 水曜特バン! さんまのナンでもダービー（1991年8月21日、テレビ朝日） - お笑い8社対抗氷上大障害（年収300万円以下条件）に出演[注 1]
- クイズ!当たって25%（1991年10月 - 1992年3月、TBSテレビ）
- オールスター感謝祭'92 超豪華!クイズ決定版この春お待たせ特大号（1992年4月4日、TBSテレビ）
- 生生生生ダウンタウン（1992年4月 - 1993年3月、TBSテレビ）
- ファンキーモンキー寛平先生がゆく!（1992年4月 - 1994年3月、朝日放送/関西ローカル）
- ダウンタウンの1億2千万人のスーパー電リク（1992年10月7日・12月23日・1993年3月31日、TBS）
- ヒューヒュー（1992年10月 - 1993年7月、日本テレビ）
- ダウンタウン也（1993年4月 - 9月、TBSテレビ）
- ビートたけしのお笑いウルトラクイズ（1993年4月10日・10月16日・1994年1月1日、日本テレビ）
- ダウンタウンのイタい奴っちゃなァー 芸能界まるごとウタわしたろかァ!?（1993年10月9日、フジテレビ）
- ダウンタウン汁（1993年10月 - 1994年9月、TBSテレビ）

ラジオ
- TEAM-0と本田みずほの赤ずきんちゃん気をつけて（1993年、TBSラジオ）
- 文珍のAXESS塾（MBSラジオ）

## 受賞歴
- 1991年 第12回ABCお笑い新人グランプリ 最優秀新人賞